# Lendersdorfer Mühlenteich
Der Lendersdorfer Mühlenteich  ist ein Mühlengraben, ein künstlicher Nebenarm der Rur, und fließt unter anderem durch die Dürener Stadtteile Lendersdorf, Rölsdorf, Mariaweiler, Hoven und Merken in Nordrhein-Westfalen. Er gehört zum System der Mühlenteiche im Altkreis Düren. Erwähnt wird der "molendiych zu Lendersdorp" 1380 in einem Pachtregister  des Spätmittelalters. 
Unter Denkmalschutz steht der Bereich an der ehemaligen Boisdorfer Mühle ⊙ mit der dazugehörigen Turbinenanlage.
Der Mühlenteich hat an dieser Stelle einen Eiskanal und einen Turbineneinlauf. Die Wehranlage hat noch ein altes Holzwehr. Die Francis-Schachtturbine aus dem Jahre 1913 hat ein Glockengetriebe und Holzkammräder. Die Uferbefestigung besteht aus Backsteinmauerwerk und Stakengeflecht.
Das Bauwerk ist unter Nr. 3/020 in die Denkmalliste der Stadt Düren eingetragen.
Ebenfalls bemerkenswert ist das Brückenbauwerk, mit dem der Lendersdorfer Mühlenteich in Rölsdorf den Birgeler Bach überquert. Es befindet sich unmittelbar westlich der fast rechtwinkligen Kurve der Bahnstraße (B 399).

## Mühlen am Lendersdorfer Teich
Aus Josef Geuenich: Geschichte der Papierindustrie im Düren-Jülicher Wirtschaftsraum. C. Hamel, Düren 1959
- Papiermühle (Hoesch), Kreuzau-Schneidhausen
- Eisenschneidmühle (Hoesch), Kreuzau-Schneidhausen
- Ottenheim Heinrich[3] (Getreidemühle, Ölmühle, Thuirsmühle), südlich Lendersdorf
- Gebr. Deutgen (Hammermühle, Eberhardtshammer), nördlich Lendersdorf
- Loesch (Papiermühle, Getreidemühle, Boisdorfer Mühle, Dalwigk), Boisdorf
- Friedrich Lünenschloss (Farbmühle, Paul Emil Hoesch), Rölsdorf
- Zehnpfennig (Lohmühle, Papiermühle, Nappsmühle), Rölsdorf
- Magius (Papiermühle, Kaysersmühle, Leopold Schoeller), Düren
- Eberhardt Deutgen (Getreidemühle, Gürzenicher Mühle, Hoffsümmer), Gürzenich
- Schenkel (Getreidemühle, Walkmühle, Krutzmühle, Th. Jos. Heimbach), Mariaweiler
- Cremer (Papiermühle, Pfarrmühle, Gelbe Mühle, Benrath & Frank, Turaphot), Mariaweiler
- Thelen (Getreidemühle, Ölmühle), Mariaweiler
- Vaaßen (Papiermühle, Kupfermühle), Mariaweiler
- van Auw (Papiermühle), Hoven-Mühlhoven
- Drahtmühle (Nagelfabrik Deutgen, Papierfabrik Stettner), Hoven
- Palmsmühle (Getreidemühle, Frohnsmühle), zwischen Hoven und Merken
- Kohnen (Getreidemühle, Ölmühle, Obere Mühle), Merken
- Schmitz (Papiermühle, Untere Mühle, Schmitz & Hollmann, CWS Lackfabrik), Merken